# Олександр Варго
Олександр Варго - псевдонім російської групи письменників, які працюють в жанрі хоррора, містики і жахів. Першим і основним автором проекту «О. Варго» є письменник Сергій Дьомін, який приніс цьому бренду впізнаваність і популярність. Надалі під псевдонімом «О. Варго» стали публікуватися і інші письменники.'

На початку 2008 року видавництво Ексмо запустило нову серію під назвою MYST. Чорна книга 18+, в якій до грудня того ж року виходили романи єдиного автора - Олександра Варго ,пізніше до нього приєдналися Михайло Вершовскій і Олексій Атеев. Кожна книга була спробою присвоїти росії традиційні для західного хоррора сюжети. До нашого часу вийшло понад тридцять романів. У 2014 році видавництво Ексмо на хвилі популярності до творчості А. Варга випустило книжкову серію «Horror. Книга, холодна кров », що складається з п'яти вже виданих раніше романів Сергія Дьоміна (майже всі книги вийшли під новою назвою).
«Олександр Варго» - всього лише псевдонім, позначення видавничого проекту, над яким працює група авторів. Автором проекту «Олександр Варго» є письменник Сергій Дьомін (Давиденко).
З 2013 року колективний бренд «Олександр Варго» отримав новий розвиток - проект був розширений і частина книг стала випускатися збірками під заголовком «Олександр Варго і Апостоли Темряви», де крім авторів під псевдонімом «О. Варго» публікуються молоді письменники «нової хвилі хоррора» .

З 2016 року в виданнях книг під псевдонімом "Олександр Варго" фігурує тільки Сергій Дьомін (Давиденко). Якщо новинки включають в себе твори інших авторів, то книги випускаються під заголовками "Олександр Варго і Апостоли Темряви" або "Олександр Варго рекомендує". Як правило, в збірниках обов'язково присутній твір Дьоміна малої форми (розповіді, повісті).
1. ↑  Діяльність